# Епиметей (спътник)
Вижте пояснителната страница за други значения на Епиметей.
Епиметей е естествен спътник на Сатурн, носещ името на героя от древногръцката митология Епиметей. Като алтернатива се употребява Сатурн-11.

## Откриване
Янус и Епиметей заемат практически една и съща орбита около Сатурн. Поради тази причина първоначално те са се считали за едно и също тяло.
Спътникът е открит от Удуин Долфус на 15 декември 1966 г. Новооткритият обект получава предварителното означение S/1966 S 2. Малко преди това Жан Тексеру заснема Янус на 29 октомври 1966 г. без да го разпознае като спътник на Сатурн. На 18 декември същата година Ричард Уокър прави сходни наблюдения и открива Епиметей.
Едва 12 години по-късно, през октомври 1978 г. Стивън Ларсон и Джон Фонтен заключват, че двете наблюдения през 1966 са на различни тела на сходни орбити около Сатурн.
Янус е наблюдаван от Пионер 11 при преминаването на апарата през Сатурновата система на 1 септември 1979 г. Три уреда за регистриране на частици отчитат „сянката“ му. Спътникът е заснет от Вояджър 1 на 1 март 1980 г.
Имената на двата спътника са утвърдени през 1983 г.

## Орбитални взаимодействия между Епиметей и Янус
Епиметей и Янус са коорбитални спътници. Текущият орбитален радиус на Янус е 151 472 km, докато този на Епиметей е 151 422 km (разлика от около 50 km). Въпреки че тази разлика е по-малка от диаметрите на двата спътника (115 km за Епиметей и 178 km за Янус), спътниците не се сблъскват поради взаимното им гравитационно въздействие, което периодично изменя орбитите им. На всеки четири години тялото, намиращо се на по-ниска орбита, настига тялото на по-висока орбита, което се движи по-бавно. Взаимното привличане на телата води до снижаване на орбитата на тялото, което бива настигано и повишаване на орбитата на другото тяло. Така тялото, което бива настигано поради по-ниската си орбита, започва да се движи по-бързо от другото. В резултат на това двете тела де факто разменят орбитите си и избягват взаимен сблъсък.
Най-скорошното разменяне на орбити се осъществява на 21 януари 2006 и през 2010 г., когато орбиталният радиус на Янус се увеличава с ~20 km, а този на Епиметей намалява с ~80 km. Орбитата на Янус е по-малко засегната, защото той е около четири пъти по-масивен от Епиметей. Този ефект е единственият известен в Слънчевата система.

## Физически характеристики
На повърхността на Епиметей са налични няколко кратера с диаметър по-голям от 30 km, както и големи и малки бразди. Поради значителния брой кратери се счита, че повърхността на спътника е древна. За Янус и Епиметей се счита, че произхождат от общо тяло, вероятно разделило се на две части под въздействието на сблъсък с друго тяло скоро след зараждането на сатурновата система. Поради ниската си плътност и високо албедо за Епиметей се счита, че е поресто тяло, изградено предимно от лед.
Апаратът Касини-Хюйгенс се сближи с Епиметей на 3 декември 2007 г.